# Akrotiri (wieś)
Akrotiri (gr. Ακρωτήρι) – wieś na Cyprze, podlegająca pod administrację dystryktu Limassol, położona jednak w obszarze brytyjskiego terytorium Akrotiri. W 2011 roku liczyła 870 mieszkańców.